# Tyler Posey
Tyler Posey (n. 18 octombrie 1991, Santa Monica, California, SUA)) este un actor și muzician american, cunoscut pentru rolul său de Scott McCall în serialul MTV Un vârcolac adolescent (2011–2017).
În 2023, a revenit la rolul lui Scott McCall în filmul The Wolf Cub: The Movie.

## Filmografie

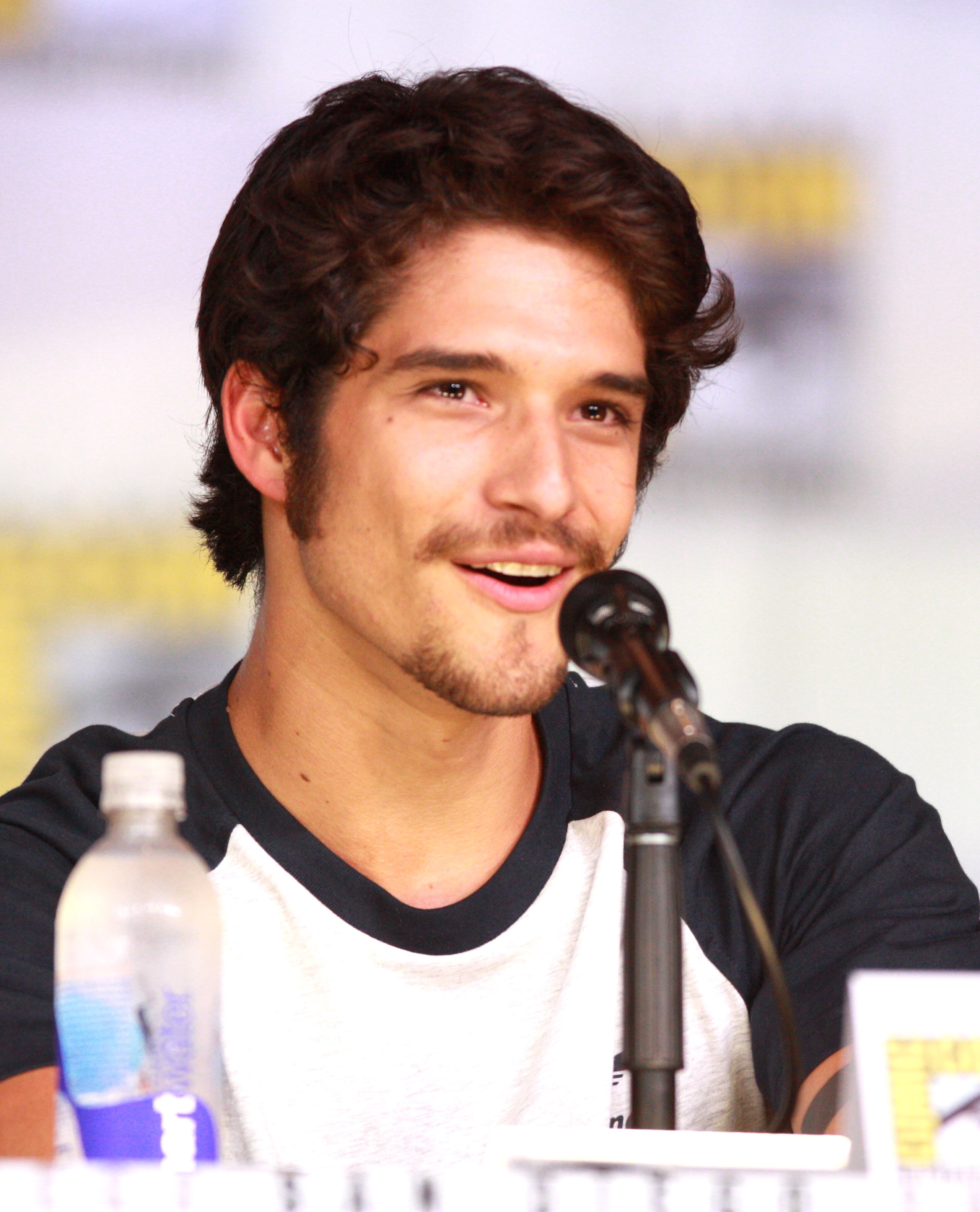
Posey la San Diego Comic-Con în 2013

### Filme
| † | Filme care nu au fost încă lansate |

| An   | Titlu                                   | Rol                 | Note                   |
| ---- | --------------------------------------- | ------------------- | ---------------------- |
| 2002 | Victime colaterale                      | Mauro               |                        |
| 2002 | Camerista                               | Ty Ventura          |                        |
| 2005 | Inside Out                              | Obert               |                        |
| 2007 | Veritas, prințul dreptății              | Mouse Gonzalez      |                        |
| 2010 | Legendary – eroul din fiecare           | Billy Barrow        |                        |
| 2012 | Toți suntem diferiți                    | Doug                |                        |
| 2013 | Scary Movie 5                           | David               |                        |
| 2016 | Yoga Hosers                             | Gordon Greenleaf    |                        |
| 2018 | Taco Shop                               | Smokes              |                        |
| 2018 | Truth or Dare (Adevăr sau provocare)    | Lucas Moreno        |                        |
| 2019 | The Last Summer                         | Ricky Santos        |                        |
| 2020 | Pandemia                                | Aidan               | Și producător executiv |
| 2023 | Teen Wolf: The Movie                    | Scott McCall        | Și producător          |
| 2024 | The Real Bros of Simi Valley: The Movie | Jatthew             |                        |
| 2025 | Queen of the Ring †                     | G. Bill             |                        |
| 2025 | Screamboat †                            | Radio Operator Mike |                        |

### Televiziune
| An              | Titlu                              | Rol                                         | Note                                                                                 |
| --------------- | ---------------------------------- | ------------------------------------------- | ------------------------------------------------------------------------------------ |
| 2001–2004       | Doc                                | Raul Garcia                                 | Rol principal                                                                        |
| 2002            | Dispăruți fără urmă                | Robert                                      | Episodul: "Silent Partner"                                                           |
| 2005            | Into the West                      | Tânărul Abe Wheeler                         | Episodul: "Dreams and Schemes"                                                       |
| 2005            | Sue Thomas: F.B.Eye                | Danny Abas                                  | Episodul: "Boy Meets World"                                                          |
| 2006            | Smallville                         | Javier Ramirez                              | Episodul: "Subterranean"                                                             |
| 2006–2007       | Brothers & Sisters                 | Gabriel Whedon / Gabriel Traylor            | Rol secundar                                                                         |
| 2007            | Shorty McShorts' Shorts            | Jose (voce)                                 | Episodul: "SheZow"                                                                   |
| 2009            | Lincoln Heights                    | Andrew Ortega                               | Rol secundar                                                                         |
| 2011–2017       | Teen Wolf                          | Scott McCall                                | Rol principal; și regizor (episodul: "After Images")                                 |
| 2013            | Workaholics                        | Billy Belk                                  | Episodul: "Fourth and Inches"                                                        |
| 2014            | The Exes                           | Eric                                        | Episodul: "The Hand That Rocks the Cradle"                                           |
| 2014–2015       | Wolf Watch                         | Rolul său                                   | Corespondent și invitat                                                              |
| 2015            | Ridiculousness                     | Rolul său                                   | Sezonul 6, episodul 21                                                               |
| 2016            | Lip Sync Battle                    | Rolul său                                   | Episodul: "Gigi Hadid vs. Tyler Posey"                                               |
| 2016–2018; 2020 | Elena of Avalor                    | Prince Alonso (voce)                        | Rol principal                                                                        |
| 2017            | Hell's Kitchen                     | Rolul său                                   | Guest diner and Leukemia & Lymphoma Society contributor (episodul: "It's All Gravy") |
| 2017            | Jane, mama virgină                 | Adam Eduardo Alvaro                         | Invitat (sezonul 3); rol secundar (sezonul 4)                                        |
| 2018            | Marvel Rising: Secret Warriors     | Dante Pertuz / Inferno, Kree Guard 1 (voce) | Film TV                                                                              |
| 2018            | Sideswiped                         | Griffin                                     | Episodul: "Baby Steps"                                                               |
| 2019            | Marvel Rising: Battle of the Bands | Dante Pertuz / Inferno (voce)               | Special TV                                                                           |
| 2019            | Marvel Rising: Chasing Ghosts      | Dante Pertuz / Inferno (voce)               | Special TV                                                                           |
| 2019            | Marvel Rising: Heart of Iron       | Dante Pertuz / Inferno (voce)               | Special TV                                                                           |
| 2019            | Sherwood                           | Iniko (voce)                                | Rol principal                                                                        |
| 2019            | Now Apocalypse                     | Gabriel                                     | Rol secundar                                                                         |
| 2019            | Scream: Resurrection               | Shane                                       | Rol principal                                                                        |
| 2019–2021       | Fast & Furious Spy Racers          | Tony Toretto (voce)                         | Rol principal                                                                        |
| 2021            | Nickelodeon's Unfiltered           | Rolul său                                   | Episodul: "Strong Beef & Flying Teeth!"                                              |
| 2023            | The Masked Singer                  | Hawk                                        | Sezonul 10 - concurent                                                               |
| 2024            | The Surreal Life                   | Rolul său                                   | Rol principal (sezonul 8)                                                            |

### Videoclipuri
| An   | Titlu               | Artist          |
| ---- | ------------------- | --------------- |
| 2011 | "Our Deal"          | Best Coast      |
| 2015 | "Young & Stupid"    | Travis Mills    |
| 2015 | "Secrets"           | State Champs    |
| 2016 | "Colors"            | Halsey          |
| 2021 | "Broke"             | The Bottom Line |
| 2021 | "Past Life"         | Tyler Posey     |
| 2022 | "Everybody But You" | State Champs    |